# Monosyntaxis trimaculata
Monosyntaxis trimaculata là một loài bướm đêm thuộc phân họ Arctiinae, họ Erebidae.